# Heliosia transitana
Heliosia transitana är en fjärilsart som beskrevs av Walker 1863. Heliosia transitana ingår i släktet Heliosia och familjen björnspinnare. Inga underarter finns listade i Catalogue of Life.